# Ma che razza di amici!
Ma che razza di amici! (Such Good Friends) è un film del 1971 diretto da Otto Preminger.